# Jörundr
Jörundr, o Jorund (Gamla Uppsala, V secolo – Gamla Uppsala, V secolo), re semi-leggendario sueone della casata dei Yngling.
Si distinse per le sue scorribande quale re del mare assieme a suo fratello Eiríkr, durante una delle quali uccise re Gylaug di Hålogaland. In seguito riconquistò il trono di Uppsala, sottratto alla sua dinastia da Haki, anch'egli re del mare.

## Ynglinga saga

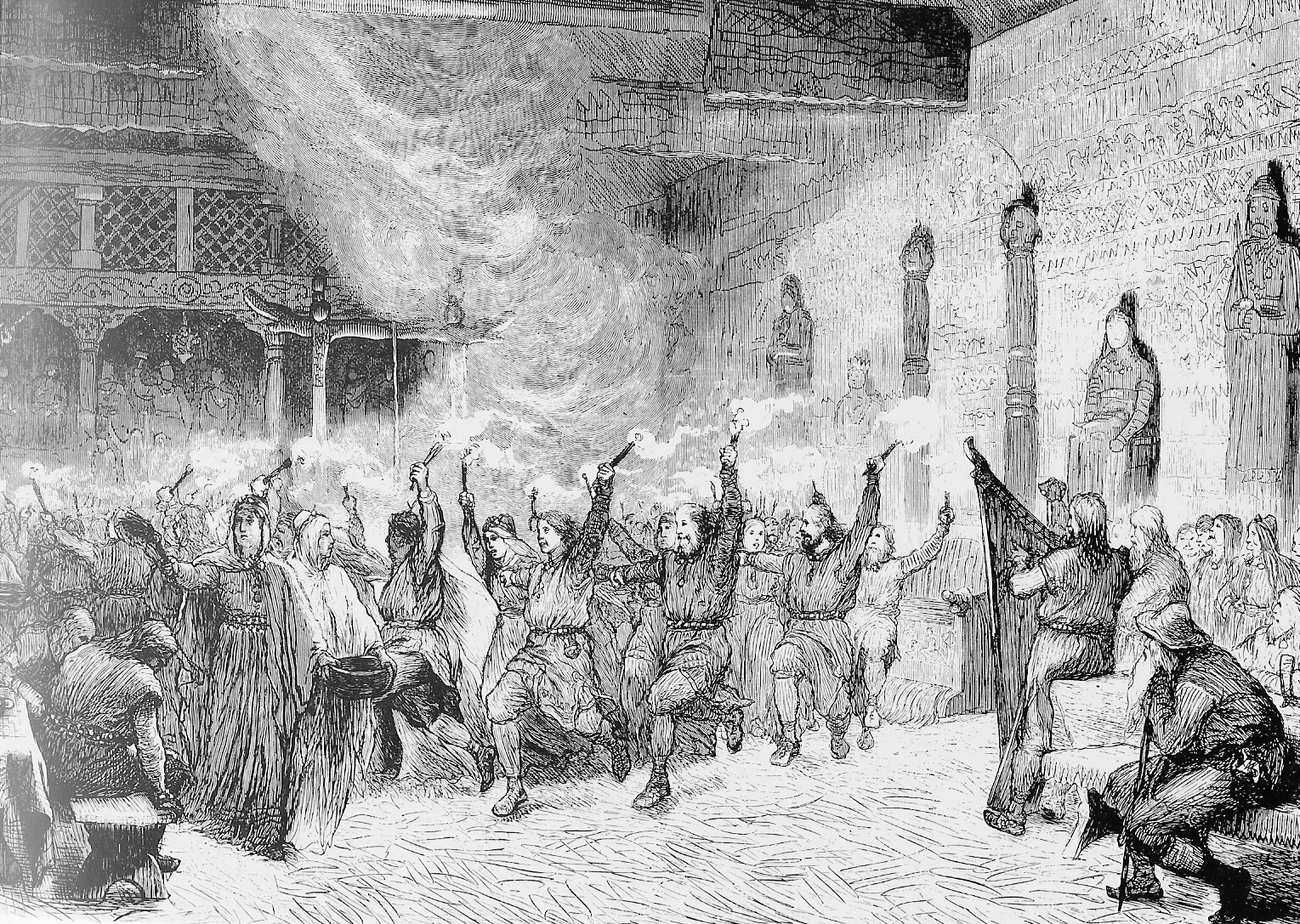
Dísablót.
Illustrazione di August Malmström.

Nella Saga degli Ynglingar, Snorri Sturluson descrive le gesta dei re della dinastia degli Yngling ordinatamente secondo la genealogia, assolutamente lineare (da padre in figlio) fino a suo padre Yngvi, morto il quale si fa più complicata.
Snorri, oltre a commentare lo Ynglingatal, aggiunge particolari spesso non presenti in altre fonti (come le vicissitudini attorno al predecessore re Hugleikr, cugino di Jörundr) per ricostruire la successione.
Dopo aver descritto la perdita del trono da parte dei Yngling ad opera di Haki, narra come  Jörund e suo fratello Eiríkr intrapresero diverse incursioni diventando dei temuti re del mare, raggiungendo grande fama ad Oddesund, a sud del Limfjorder, catturando e impiccando re Gylaug di Hålogaland, Norvegia, figlio di Gudlög. In seguito iniziarono a radunare una grande armata per invadere  l'Uppland, loro terra natale.
Re Haki, avvisato, iniziò anch'egli i preparativi per respingerli, ma insorsero i sostenitori della precedente dinastia tra il popolo, sicché alla battaglia poté presentarsi con un numero assai inferiore di uomini. Nonostante tutto riuscì a distinguersi valorosamente uccidendo il fratello Eiríkr che reggeva lo stendardo di battaglia, al che gli avversari fuggirono verso le navi. Ferito a morte, il trono di Uppsala fu infine preso da Jörundr.

## Prosecuzione del mito
In seguito le varie fonti differiscono notevolmente. In linea di massima, secondo la Skjöldunga saga e il Bjarkarímur, Jörundr fu successivamente sconfitto dal re danese Fróði (corrispondente a Froda Heaðobard nel Beowulf), facendone di lui un tributario e prendendo sua figlia che, prima di essere ripudiata, diede alla luce Halfdan, noto per essere progenitore della dinastia dei Skjöldung/Scylding di Danimarca.
La nuova moglie di re Fróði concepì un nuovo erede, Ingjaldr (corrispondente ad Ingeld Heaðobard nel Beowulf), che però fu in seguito ucciso da una cospirazione di re Jörundr assieme ad uno dei suoi jarl, Swerting, durante un dísablót.